# Liste der Könige von Valencia
Die Liste der Könige von Valencia enthält die Herrscher des mittelalterlichen Königreichs Valencia, von dessen Begründung in den Jahren 1238 bis zu seinem Zusammenschluss mit dem Königreich Kastilien zum Königreich Spanien im 16. Jahrhundert. Das Königreich war eine Gebietskörperschaft der Krone von Aragón, mit dem es sich daher seine Könige in Personalunion teilte.

## Liste der Könige von Valencia

### Haus Barcelona
| Bild | Name Katalanisch (Lebensdaten)                                                       | Regierungszeit | Verwandtschaft        | Anmerkungen |
| ---- | ------------------------------------------------------------------------------------ | -------------- | --------------------- | --- |
|      | Jakob I. der Eroberer Jaume el Conqueridor (* 2. Februar 1208; † 27. Juli 1276)      | 1238–1276      |                       | Der König von Aragón eroberte bis 1238 das islamisch-maurische Taifa-Königreich von Valencia, und krönte sich zu dessen König. Die aragonesische Reconquista wurde damit abgeschlossen, da das südlich angrenzende Königreich Murcia fast vollständig von Kastilien erobert wurde, womit Aragón seine Grenzlage zum letzten maurischen Emirat verlor. |
|      | Peter III. der Große Pere el Gran (* 1240; † 11. November 1285)                      | 1276–1285      | Sohn des Vorgängers   | Eroberte 1282 Sizilien und krönte sich zu dessen König (Sizilianische Vesper). Verteidigte sein Königreich gegen den ihm gerichteten aragónesischen Kreuzzug. |
|      | Alfons III. der Prächtige Alfons el Franc (* 1265; † 18. Juni 1291)                  | 1285–1291      | Sohn des Vorgängers   | |
|      | Jakob II. der Gerechte Jaume el Just (* 10. August 1267; † 2. November 1327)         | 1291–1327      | Bruder des Vorgängers | Seit 1285 König von Sizilien (Jakob I.). Eroberte 1323 Sardinien für die Krone Aragón. |
|      | Alfons IV. der Gütige Alfons el Benigne (* 1299; † 24. Januar 1336)                  | 1327–1336      | Sohn des Vorgängers   | |
|      | Peter IV. der Zeremoniöse Pere el Ceremoniós (* 5. September 1319; † 6. Januar 1387) | 1336–1387      | Sohn des Vorgängers   | Entmachtete 1343 seinen Cousin, König Jakob III. von Mallorca, und vereinte somit dauerhaft die Balearen mit Aragón. |
|      | Johann I. der Jäger Joan el Caçador (* 27. Dezember 1350; † 19. Mai 1396)            | 1387–1396      | Sohn des Vorgängers   | |
|      | Martin I. der Humane Martí l’Humà (* 29. Juli 1356; † 31. Mai 1410)                  | 1396–1410      | Bruder des Vorgängers | Folgte 1409 seinem Sohn als König von Sizilien (Martin II.) und vereinte diese Krone somit dauerhaft mit Aragón. Mit ihm starb das Haus Barcelona im Mannesstamm aus, was eine zweijährige Vakanz des Thrones zur Folge hatte. |

### Haus Trastámara
| Bild | Name Katalanisch (Lebensdaten)                                                       | Regierungszeit | Verwandtschaft                        | Anmerkungen |
| ---- | ------------------------------------------------------------------------------------ | -------------- | ------------------------------------- | --- |
|      | Ferdinand I. der Gerechte Ferran el Just (* 27. November 1380; † 2. April 1416)      | 1412–1416      | Enkel mütterlicherseits von Peter IV. | Zweiter Sohn König Johanns I. von Kastilien. Wurde im Kompromiss von Caspe (1412) als König Aragóns anerkannt. |
|      | Alfons V. der Großmütige Alfons el Magnànim (* 1396; † 27. Juni 1458)                | 1416–1458      | Sohn des Vorgängers                   | |
|      | Johann II. der Treulose Joan el Sense Fe (* 29. Juni 1397/98; † 19. Januar 1479)     | 1458–1479      | Bruder des Vorgängers                 | |
|      | Ferdinand II. der Katholische Ferran el Catòlic (* 10. März 1452; † 23. Januar 1516) | 1479–1516      | Sohn des Vorgängers                   | Als Ehemann der Königin Isabella I. war er deren Mitkönig (Ferdinand V.) in Kastilien. Diese Ehe leitete die Vereinigung Kastiliens und Aragóns zum Königreich Spanien ein, dem er weiterhin die Kronen von Sardinien, Sizilien und seit 1504 auch Neapel zuführte. Annektierte außerdem 1512 den größten Teil des Königreichs Navarra. Führte ab 1506 bis zu seinem Tod die Vormundschaftsregierung in Kastilien für seine Tochter. |
|      | Johanna I. die Wahnsinnige Joana la Boja (* 6. November 1479; † 12. April 1555)      | 1516–1555      | Tochter des Vorgängers                | Als Tochter der Isabella I. bereits seit 1504 Königin von Kastilien und als Tochter Ferdinands II. ab 1516 Königin von Aragón. Regierte nie, sondern stand bis zum Tod ihres Vaters unter dessen Vormundschaft. Bei dessen Tod wurde ihr Sohn Karl sogleich zum König von Kastilien und Aragón gekrönt, der die Regierung übernahm.                                                                                                  |

| Johannas Sohn, Karl, wurde 1516 zum König von Kastilien, León, Galicien, Granada, Aragón, Valencia, Mallorca, Navarra, Sardinien, Sizilien und Neapel gekrönt. Für die Könige des so begründeten Königreichs Spanien siehe: Liste der Staatsoberhäupter von Spanien |

## Weitere Entwicklung
Die Institutionen der mit der Krone Aragóns assoziierten Länder blieben auch im vereinten Spanien weiter bestehen und wurden erst nach dem Ende des spanischen Erbfolgekrieges durch die von König Philipp V. erlassenen Decretos de Nueva Planta aufgelöst und mit den kastilischen Institutionen zu einem zentralistischen spanischen Staat vereint. Das Königreich Valencia wie auch das Königreich Aragón wurden demnach 1707 aufgelöst.